# 道原かつみ
道原 かつみ（みちはら かつみ、1958年2月13日 - ）は、日本の漫画家・イラストレーター。広島県三原市出身。

## 略歴
小学校の同級生で後に漫画家になる宮脇明子から、中学3年のときに漫画を描いてみないかと声をかけられたことが、漫画を描き出すきっかけになった。1979年に『花とゆめ増刊冬の号』に投稿した「かわいいジュリア」で努力賞を受賞し、掲載されたことでデビューする。しかし、その後はヒット作に恵まれず、父親から「遊んでいないで就職しろ」と叱責されたこともあって、三原市役所に勤める。
田中芳樹の同名小説を漫画化した『銀河英雄伝説』が売れ始めたことで市役所を退職し、漫画家専業となる。
漫画制作にパソコンを導入したのは早いほうで、自身のウェブページにデジタルで制作する際のノウハウを公開していた。
漫画・イラスト業の傍ら、2005年頃～2015年頃まで福山市内の専門学校にて、契約講師として漫画コースでの指導にあたっていた。
代表作には『銀河英雄伝説』の他、麻城ゆう原作の『ジョーカー』シリーズなど。漫画だけではなく、イラスト提供作品や版画作品もあり、1990年には第21回星雲賞アート部門を受賞した。
2009年、広島県三原市のふるさと大使に任命される。

## 作品リスト
太字はアニメ化された作品
- パンドラの惑星（1983年、徳間書店。1990年、徳間書店より新装版）
- ノリ・メ・タンゲレ（麻城ゆう原案、1984年、徳間書店。1990年、徳間書店より新装版）
- キャウ・キャット・キャン（1984年、徳間書店。1990年、徳間書店より新装版）
- 銀河英雄伝説外伝 黄金の翼（1986年、田中芳樹原作、徳間書店。1992年にOVAとしてアニメ化）
- ジョーカー・シリーズ（麻城ゆう原作、新書館）
  - 帝王の庭（1987年、新書館。1998年、文庫化）
  - ムーン・ファンタジー（1）（1988年。1998年、1･2を合本文庫化）
  - ムーン・ファンタジー（2）（1989年）
  - ドリーム・プレイング・ゲーム（1989年。1999年、『グリーン・パラダイス』と合本文庫化）
  - グリーン・パラダイス（1991年）
  - シャーロキアン・コンピュータ（1993年）
  - χの歌声（1997年）
  - ファイナル・ミッション（2004年）
- 空白の悲鳴（1988年、大陸書房。1994年、徳間書店で再版）
- 銀河英雄伝説（1988年、田中芳樹原作、徳間書店。少年キャプテン1989年1月号より連載開始）
- アル・カラルの遺産（1990年、徳間書店。1992年にOVAとしてアニメ化）
- アルカライラ（1993年、新書館）
- 銀河英雄伝説 英雄たちの肖像（田中芳樹原作、徳間書店）

### 画集
- 『道原かつみイラストレーションブック 銀河英雄伝説』（徳間書店、1992年8月31日初版発行）ISBN 4-19-414928-9
- 『道原かつみ画集 JOKER』（新書館、1993年10月25日初版発行）ISBN 4-403-61322-5
- 『銀河英雄伝説画集 [英雄たちの肖像]』（徳間書店、1995年5月20日初版発行）ISBN 4-19-725051-7

### 小説
以下の小説に挿絵を描いている。
- 間の楔（吉原理恵子作、年、光風社出版）
- JOKER外伝シリーズ（麻城ゆう作、新書館）
  - 特捜司法官S-A（1）（1991年。2000年、文庫化）
  - 特捜司法官S-A（2）（1993年）
  - 新・特捜司法官S-A（1）（2005年）
  - 新・特捜司法官S-A（2）（2005年）
  - 新・特捜司法官S-A（3）（2006年）
- 月光界秘譚シリーズ（麻城ゆう作、新書館）
  - 永の楽土（1992年）
  - 風舟の傭兵（2000年。新シリーズ開始）
  - 太陽の城（2001年）
  - 滅びの道標（2002年）
  - いにしえの残照（2002年）
  - 逢魔が刻の聖地（1）（2003年。新シリーズ（月光界シリーズ）開始）
  - 逢魔が刻の聖地（2）（2004年）
- 天界樹夢語りシリーズ（麻城ゆう作、新書館）
  - 妖魔の里（1994年）
  - 真逆の剣（1995年）
  - 裏切りの海（1996年）
  - シンデレラの海（1997年）
  - 心臓に鎖（1998年）
  - 幻想迷宮（1999年）
  - 緑星（1999年）
- 銀河英雄伝説（田中芳樹作、徳間デュアル文庫）
- 星虫（岩本隆雄作、1990年、新潮文庫）

### アンソロジー
- 天下無敵あどりぶ銀英伝（田中芳樹・道原かつみ・高橋なの・かちとみさする・戸山奥・TOKAI・明智抄他、1994年、徳間書店）
- 全艦出撃!!